# 1983 na literatura

## Eventos
- Zélia Gattai publica Pássaros Noturnos do Abaeté
- Orides de Lourdes Teixeira Fontela publica Alba
- Ana Maria Machado publica Alice e Ulisses e Democracia
- Euclides Neto publica 64: Um Prefeito, a Revolução e os Jumentos
- Mário de Carvalho publica A Inaudita Guerra da Avenida Gago Coutinho
- Stephen King publica Christine e Skeleton Crew
- Fay Weldon publica The Life and Loves of a She-Devil
- Peter Straub e Stephen King publicam The Talisman

## Nascimentos
| Data           | Nome                | Profissão | Nacionalidade  | Observações | Ref |
| -------------- | ------------------- | --------- | -------------- | ----------- | --- |
| 17 de novembro | Christopher Paolini | escritor  | Estados Unidos |             |     |

## Mortes
| Data          | Nome               | Profissão                                                         | Nacionalidade  | Observações | Ref |
| ------------- | ------------------ | ----------------------------------------------------------------- | -------------- | ----------- | --- |
| 1 de julho    | Buckminster Fuller | arquitecto, designer, inventor e escritor                         | Estados Unidos | n. 1895     |     |
| 14 de agosto  | Alceu Amoroso Lima | crítico literário, professor, escritor, pensador e líder católico | Brasil         | n. 1893     |     |
| 28 de outubro | Otto Messmer       | criador do desenho animado Gato Félix                             | Estados Unidos | n.1892      |     |
| 29 de outubro | Ana Cristina Cesar | escritora brasileira                                              | Brasil         | n. 1952     |     |

## Prémios literários
- Nobel de Literatura - William Golding
- Prémio Machado de Assis - Paulo Rónai
- prémio Hugo - Isaac Asimov com Foundation's Edge
- Jabuti de Poesia - Orides de Lourdes Teixeira Fontela
- Grande Prémio de Romance e Novela APE/IPLB - Agustina Bessa-Luís